# Lindetal
Lindetal est une municipalité allemande située dans le land de Mecklembourg-Poméranie-Occidentale et l'Arrondissement du Plateau des lacs mecklembourgeois.

## Personnalités liées à la ville
- Franz Behrens (1872-1943), homme politique né à Marienhof.